# Thalurania
Thalurania es un género de aves apodiformes perteneciente a la familia Trochilidae —los colibríes—, que agrupa a cuatro especies nativas de la América tropical (Neotrópico), cuyas áreas de distribución se encuentran entre Belice y Guatemala, por América Central y del Sur, hasta el norte de Argentina y extremo sur de Brasil. A sus miembros se les conoce por el nombre común de zafiros y también ninfas, colibríes o picaflores.

## Características
Los zafiros de este género miden entre 10,5 y 13 cm de longitud (los machos) y entre 8,5 y 10 cm (las hembras). La coloración dominante de los machos es verde brillante con partes azules; muestran un fuerte dimorfismo sexual, los machos poseen una cola larga y furcada azul-negruzca y las hembras, menores, tienen las partes inferiores grisáceas.

## Sistemática
El género Thalurania fue propuesto por el ornitólogo británico John Gould en 1848; la especie tipo subsecuentemente designada es Trochilus furcatus, actualmente Thalurania furcata.

### Etimología
El nombre genérico femenino «Thalurania» se compone de las palabras del griego «thalos» que significa ‘cría’, ‘vástago’ y «ouranos» que significa ‘cielo’.

### Taxonomía
Un estudio de filogenética molecular publicado por McGuire et al. (2014), encontró que el presente género no era monofilético, con la entonces especie Thalurania ridgwayi, el zafiro mexicano, estrechamente relacionada con las especies del género Eupherusa. Como consecuencia, dicha especie fue transferida para este último género, lo que fue reconocido por el Comité de Clasificación de Norte y Mesoamérica (N&MACC) en la Propuesta No 2020-A-02, y adoptado por las principales clasificaciones.
El grupo de subespecies T. colombica fannyae ya fue tratado como una especie separada, el zafiro coroniverde, por algunos autores, pero en la actualidad es considerado como un grupos de subespecies por las principales clasificaciones.

## Lista de especies
Según las clasificaciones del Congreso Ornitológico Internacional (IOC) y Clements Checklist/eBird, el género agrupa a las siguientes especies con el respectivo nombre popular de acuerdo con la Sociedad Española de Ornitología (SEO):
| Imagen | Nombre científico     | Autor            | Nombre común      | Estado de conservación | Distribución |
| ------ | --------------------- | ---------------- | ----------------- | ---------------------- | ------------ |
|        | Thalurania glaucopis  | (Gmelin, 1788)   | zafiro capirotado | LC                     |              |
|        | Thalurania watertonii | (Bourcier, 1847) | zafiro colilargo  | EN                     |              |
|        | Thalurania colombica  | (Bourcier, 1843) | zafiro coroniazul | LC                     |              |
|        | Thalurania furcata    | (Gmelin, 1788)   | zafiro golondrina | LC                     |              |